# آلفرد استاک
آلفرد استاک (آلمانی: Alfred Stock؛ زاده ۱۶ ژوئیهٔ ۱۸۷۶ درگذشته ۱۲ اوت ۱۹۴۶) یک شیمی‌دان اهل آلمان بود.